# My Super Sweet 16
My Super Sweet 16 è un reality di MTV che mostra le feste di compleanno per i sedici anni di adolescenti ricchi. La sigla di apertura è Sweet Sixteen di Hilary Duff. Il programma ha avuto una durata di 8 stagioni per un totale di 61 episodi.

## Puntate riguardanti celebrità
Sebbene generalmente i ragazzi protagonisti della trasmissione non fossero personaggi famosi, anche alcune celebrità sono state al centro di alcuni episodi del programma, talvolta anche per celebrare compleanni differenti dal sedicesimo. Fra gli altri troviamo Bow Wow, Sean Kingston, Aly & AJ, Chris Brown, Soulja Boy e Teyana Taylor. Anche altre celebrità sono state include negli episodi del franchise pur non essendo i veri e propri protagonisti della puntata: uno dei principali esempi è Michael Jackson, che ha partecipato all'episodio dedicato a Chris Brown attraverso una telefonata. In maniera similare altre celebrità come Rihanna, Nicki Minaj, Missy Elliott, Jennifer Lawrence e Kanye West hanno preso parte al programma, con lo scopo di fare sorprese al protagonista dell'episodio a cui hanno partecipato. In alcuni casi, inoltre, i protagonisti degli episodi erano figli di celebrità.

## Distribuzione
La serie ha debuttato il 18 gennaio 2005 e si è conclusa, dopo otto stagioni, il 15 giugno 2008. Nel giugno 2018 è stato annunciato che il programma sarebbe stato reso disponibile in streaming sulla piattaforma Hulu.

## Spin off
Dalla serie sono stati tratti quattro film: My Super Sweet 16: The Movie (2007), My Super Psycho Sweet 16 (2009), My Super Psycho Sweet 16 2 (2009) e My Super Psycho Sweet 16 3 (2012). 